# 海爾集團
海尔集团是中華人民共和國一家家電企業，也是中国最大的家电生产企业，创立于1984年的中国山东青岛之電冰箱與雪櫃、冷凍產品製造業務。截至2014年，已發展至全球雇员超过7萬人，收入约2007億元人民幣的家具品牌。此公司在上海及香港股票交易市场上市。旗下品牌有卡萨帝以及Leader。

## 歷史

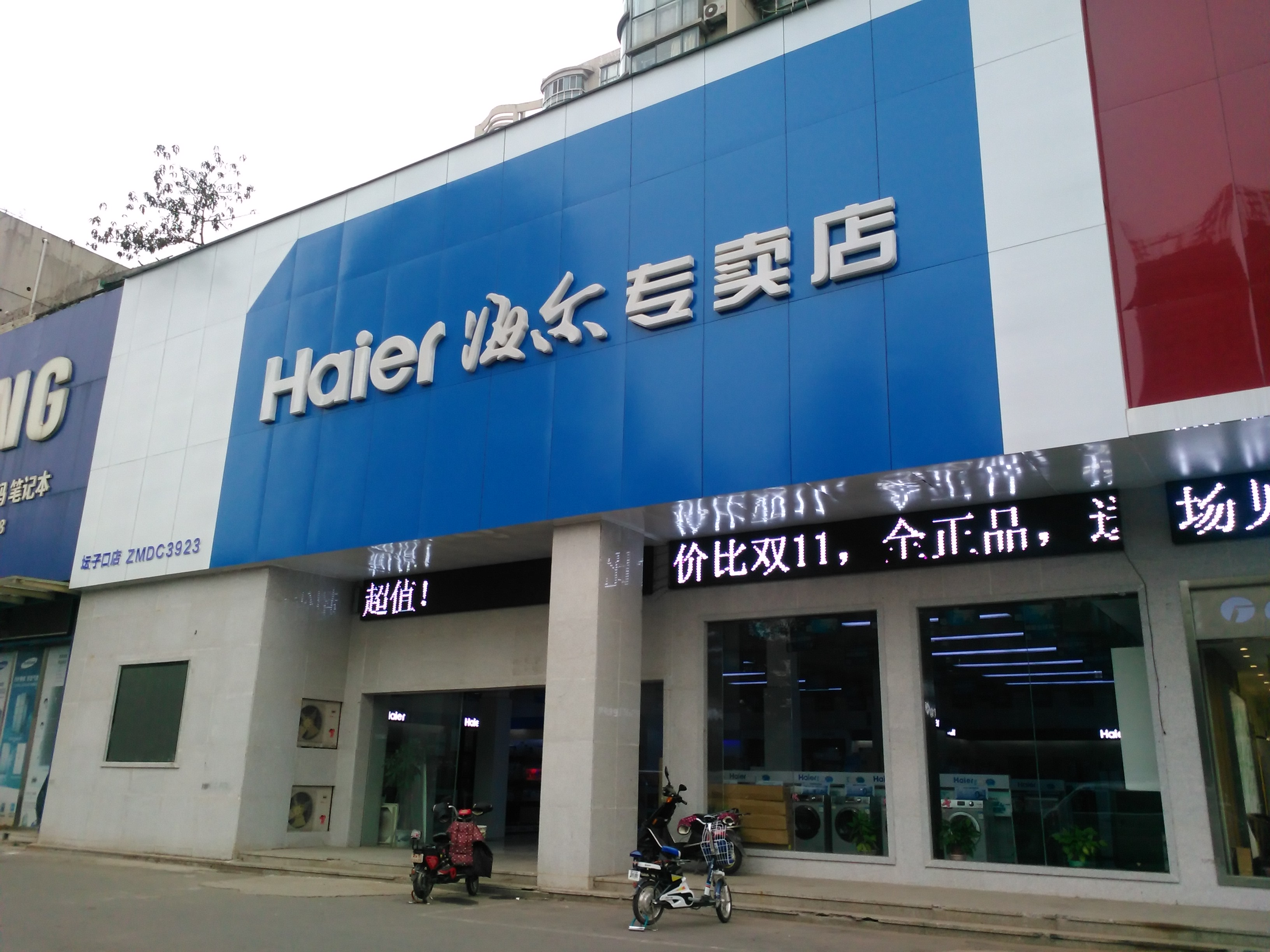
南昌海爾專賣店

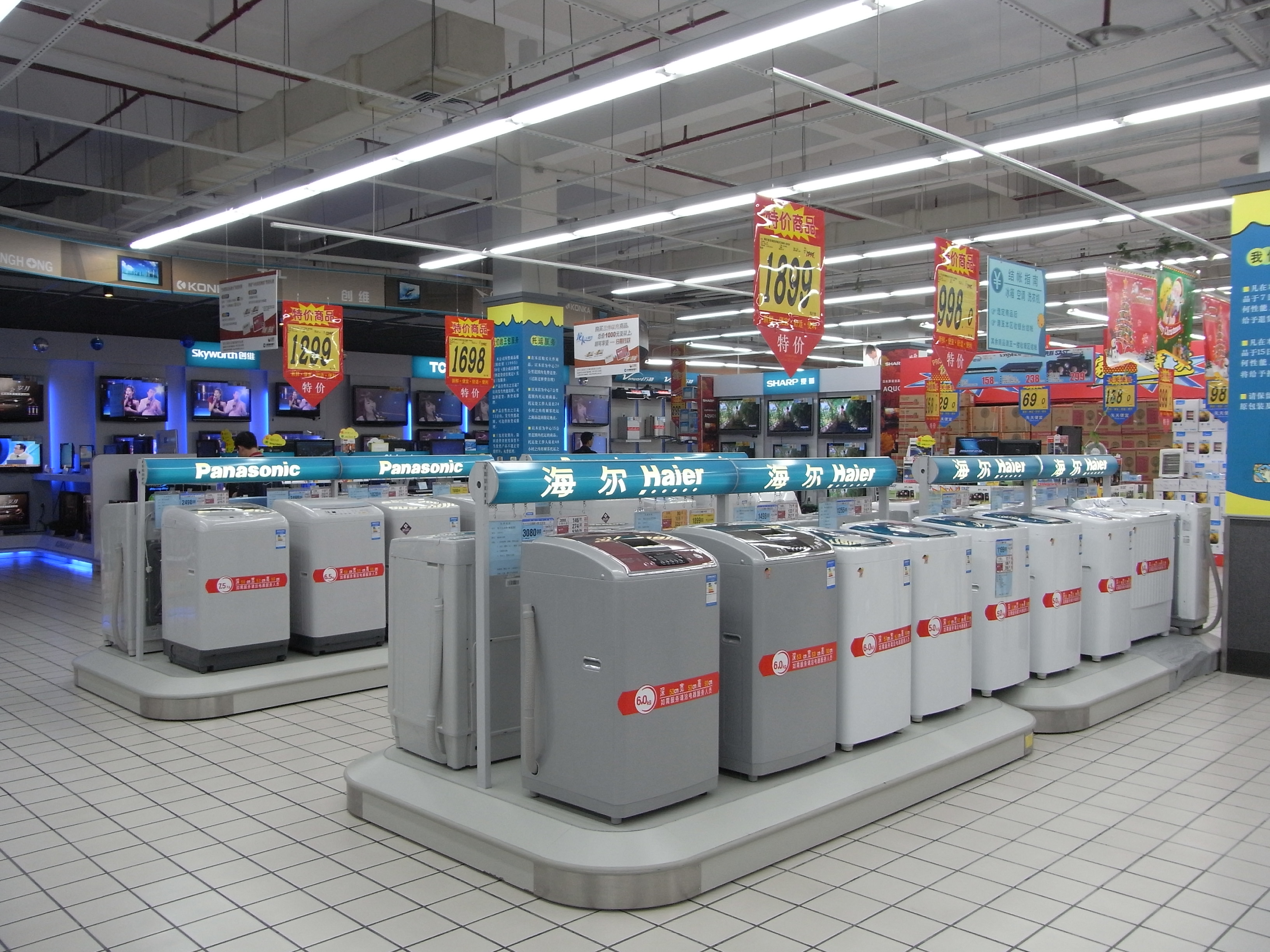
广东新会大潤發內販售的海爾電器區

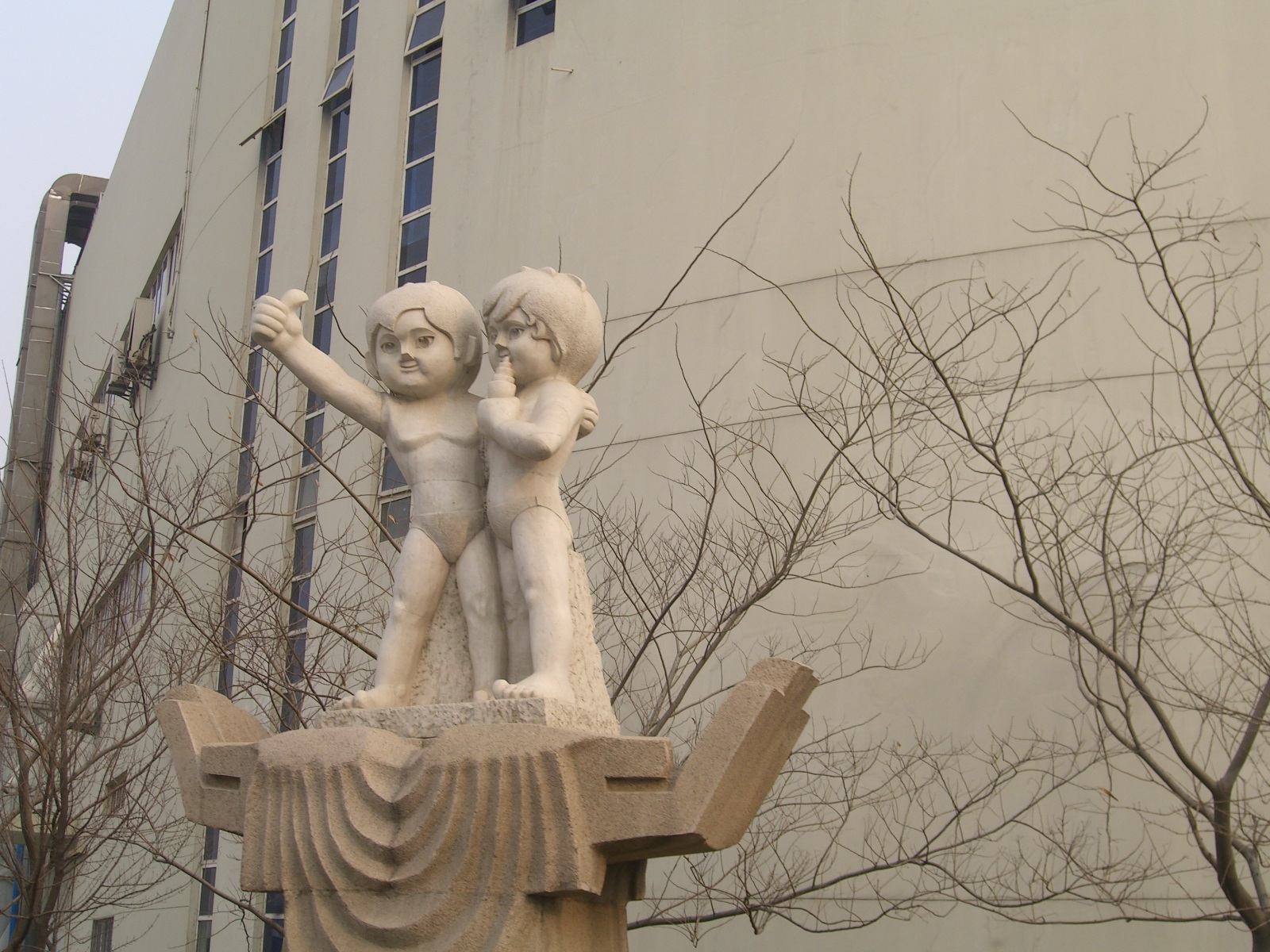
海尔标志兼吉祥物——“海尔兄弟”雕像

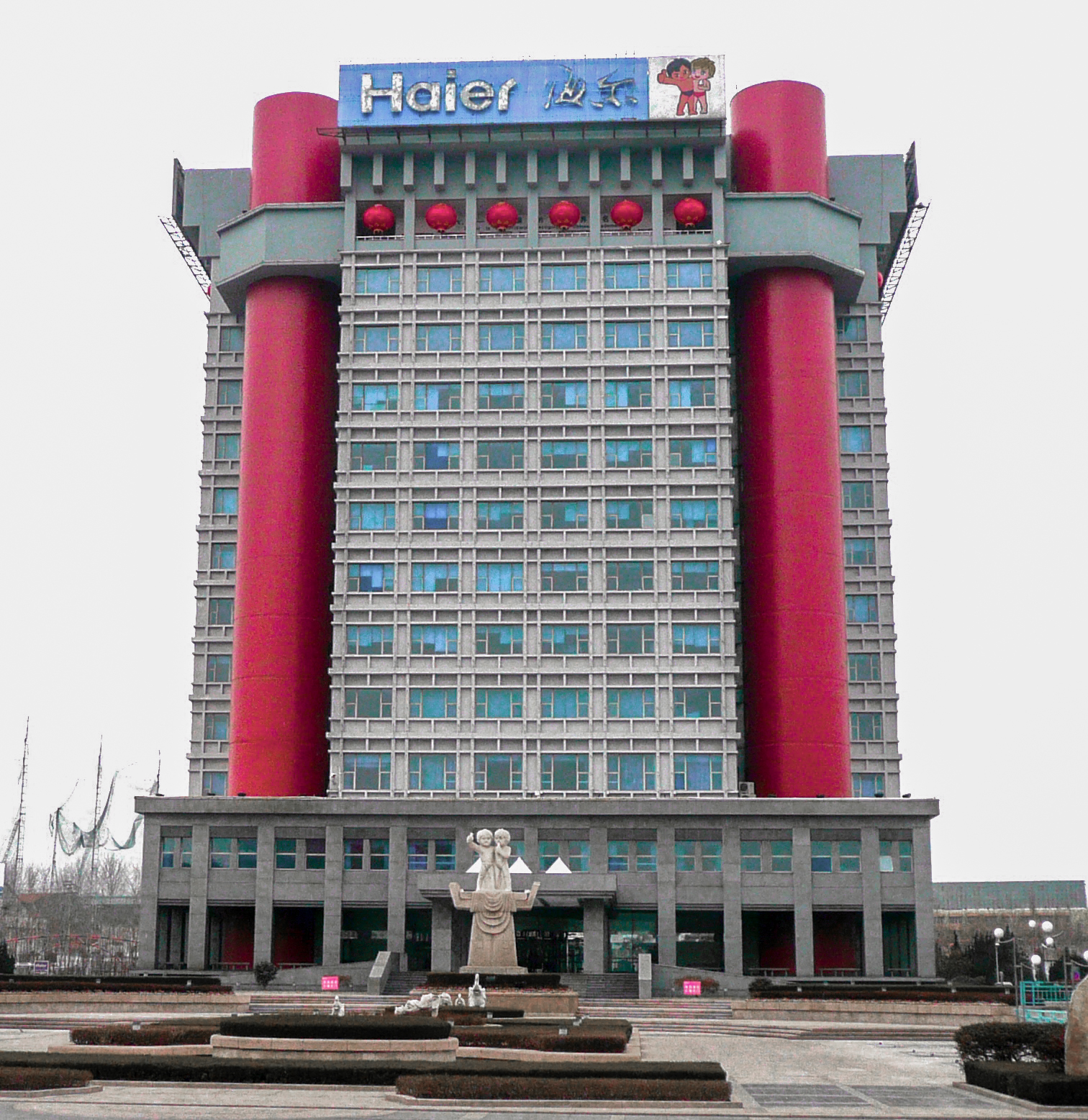
海尔旧总部大楼

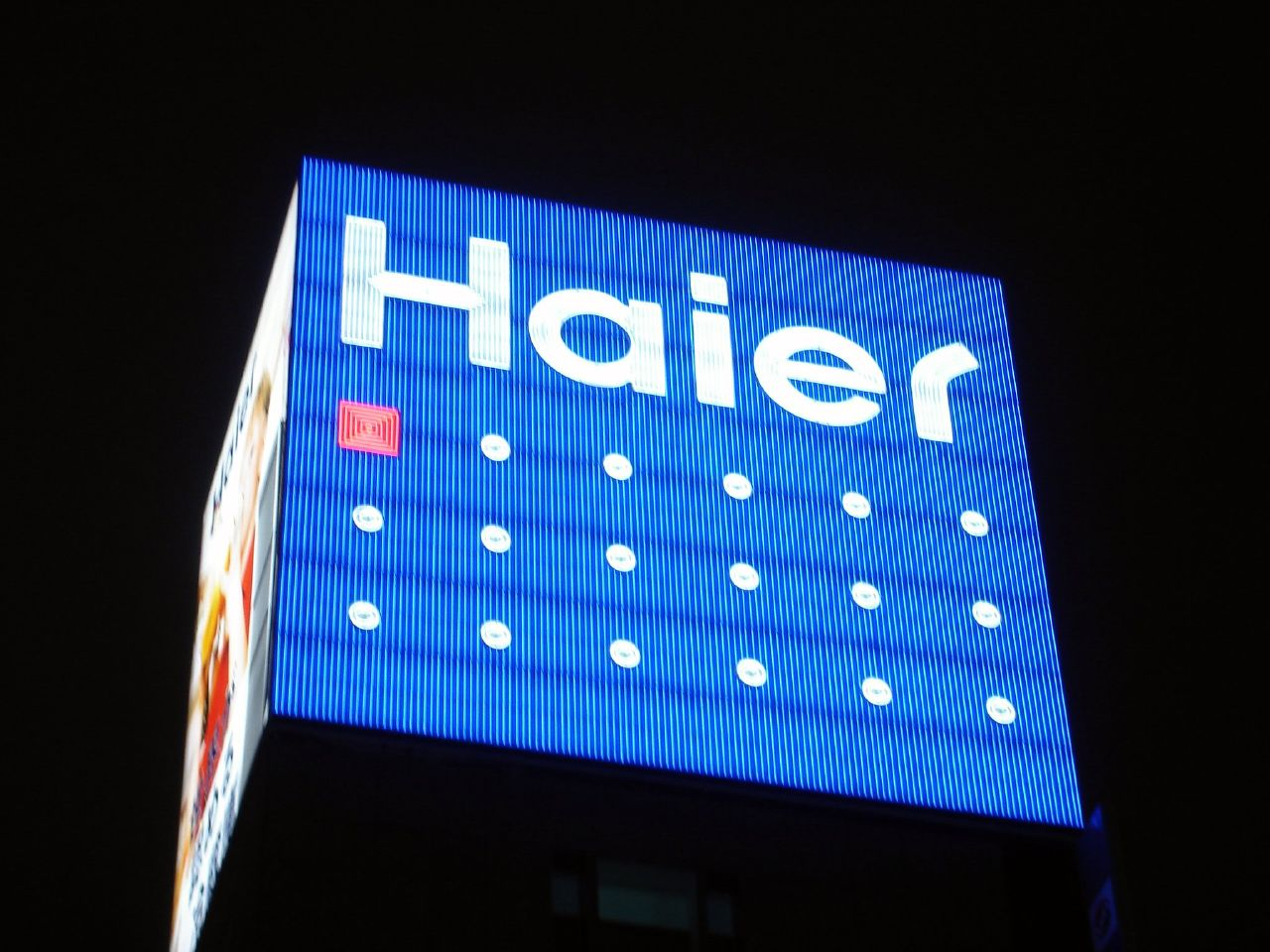
位于日本的海尔广告

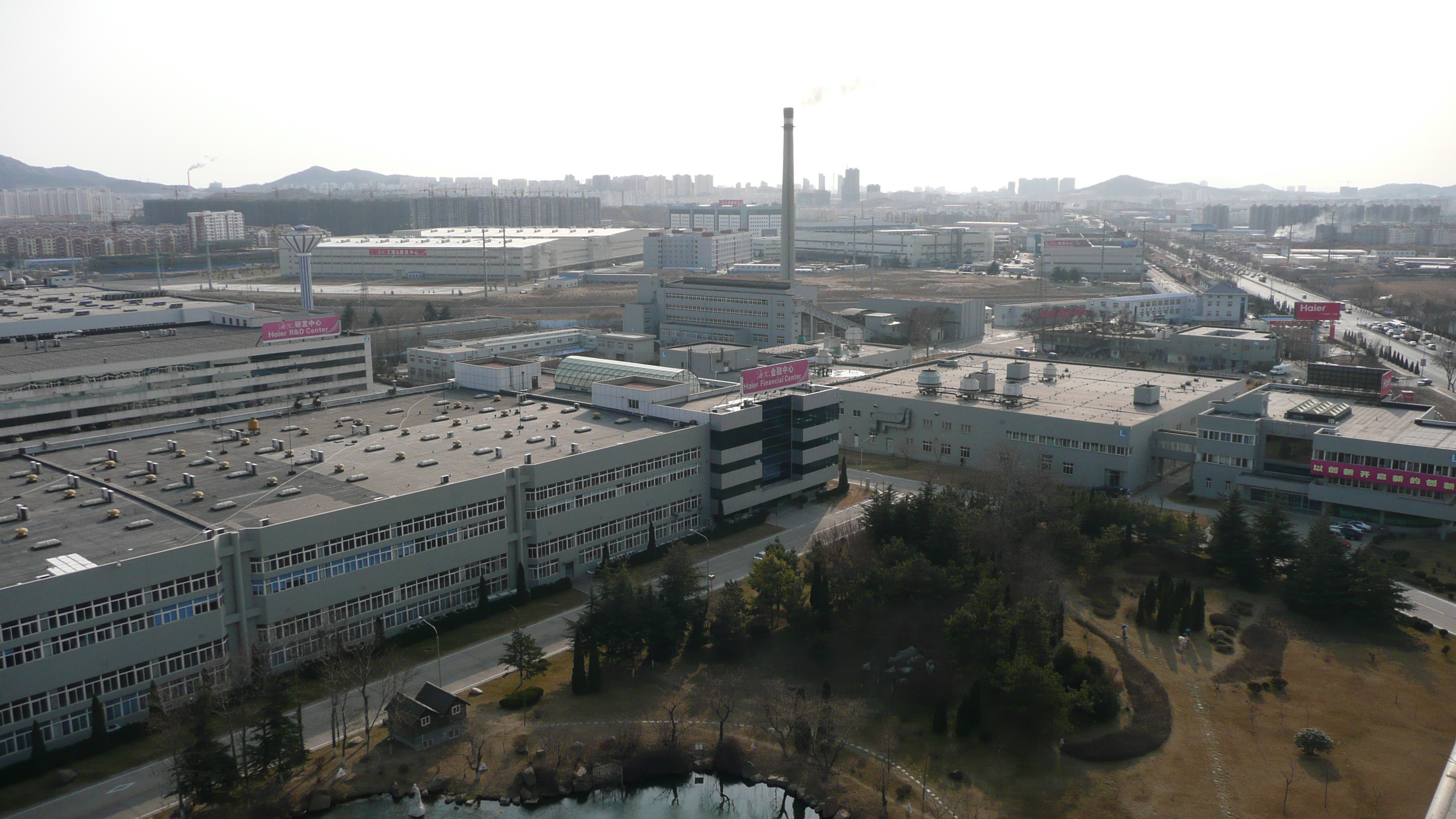
青岛海尔工业园

海尔的前身為青岛电冰箱总厂，创立于1984年。1985年，海尔引进合资伙伴利勃海尔，并使用「琴岛-利勃海尔」（Qindao-Liebherr）作为公司的商标（琴岛是青岛的别称），此商标和海尔兄弟图形成为海尔第一代识别标志。海尔早期的合资伙伴利勃海尔是一家由汉斯·利布赫尔于1949年创办的德国重型机械公司。海尔得名于它的中文名。
1991年，海尔名称确定改为青岛琴岛海尔集团公司，产品商标也同时改为琴岛海尔，推出中英文组合标志「琴岛海尔」。这是海尔的第二代识别标志。
1993年5月，海尔企业名称改为海尔集团，集团将产品品牌与集团名称均设定为中文海尔。同时设计了英文Haier作为标识，产生了第三代海尔企业识别标志。
2002年初，海尔与三洋電機在日本成立合资公司三洋海尔株式会社，由三洋電機控股，负责海尔品牌家电产品在日本的销售和品牌推广。
2004年12月26日，海尔集团启用了新的海尔标志。
2006年，海爾集團推出子品牌家電卡萨帝。
2007年3月31日，三洋海尔解散，海尔产品由海尔子公司海尔日本销售株式会社销售。
2011年7月28日，海爾集團收購三洋電機的冰箱、洗衣機以及東南亞四國的白色家電銷售業務。
2012年9月9日海爾集團提出以8.69億新西蘭元（約54.85億港元）全面收購新西蘭洗衣機及廚用電器生產企業婓雪派克（Fisher & Paykel Appliances）。2009年前，海爾斥資8,000萬元購入婓雪派克20%的股份。婓雪派克業務包含家電生產及銷售業務與消費金融業務，2012財年總收入為10.38億紐西蘭元。
2016年1月16日青島海爾（600690）提出以54億美元（約421億港元）現金收購通用電氣的家電業務相關資產，本次收購包括通用電氣家電所持有位於墨西哥的家電企業Mabe的48.4%權益和Adora、Brillian、Hotpoint、Monogram、Calrod、zoneline等358個商標。
2016年6月7日由海爾集團控股41%的青島海爾和通用電氣宣布，双方已就青岛海尔整合通用电气家电公司的交易签署所需的交易交割文件，标志着通用电气家电正式成为青岛海尔的一员。
2019年1月8日，海尔股份有限公司与意大利Fumagalli家族共同宣布，海尔已完成对意大利家电企业——（卡迪公司）的收购，此次收购后，Candy公司改称海尔欧洲公司，海尔欧洲总部从法国巴黎迁至意大利，Candy、Hoover（仅欧洲区），Rosières，齐洛瓦等品牌加入海尔家族。双方合并后的营收在西欧排名第五。

## 批评和争议
2014年，德国媒体指控海尔提供了预装恶意软件的智能手机和平板电脑。
早在2004年8月1日，《东方早报》以整版篇幅刊发郎咸平文章《海尔变形记——一次曲折而巧妙的MBO》，直指海尔员工持股会，抨击海尔集团秘密MBO，侵吞国资。
2018年5月，世界卫生组织称，海尔公司所获得的世卫组织“全球健康空气领袖品牌”为伪造，并强调将保留法律追诉权。海尔公司承认指控并向世卫组织致歉。
2019年5月，海尔集团旗下属公司卷入“贿赂”丑闻。

## 外链
- 海尔（简体中文）

- 海爾集團的Facebook專頁